# Mamilárie
Mamilárie (Mammillaria), též cecuně, je rod stonkových sukulentních rostlin z čeledi kaktusovité (Cactaceae). Je druhově nejbohatším rodem čeledi. Přesný počet uznávaných druhů se liší podle použité klasifikace. Z moderní klasifikace Pilbeam uznává 181 druhů,
Hunt rozlišuje 145 druhů, starší taxonomické klasifikace a praktičtí kaktusáři rozlišují okolo 300 druhů.
Centrem výskytu rodu Mammillaria je Mexiko a jižní státy USA. Rod několika málo druhy zasahuje do ostrovů Karibské oblasti a dále až po sever Jižní Ameriky do Kolumbie a Venezuely.
Mamilárie jsou poměrně malé, při zemi rostoucí rostliny s oválným stonkem. Rostou jednotlivě nebo v trsech. Mamilárie jsou základním rodem pro kaktusáře a jsou i základem nabídky kaktusů v obchodech pro širokou veřejnost. Pěstují se poměrně snadno. Sběr rostlin v hlavní domovině v Mexiku je jako u všech kaktusů zakázán. Několik druhů je zapsáno do seznamu CITES.

## Popis

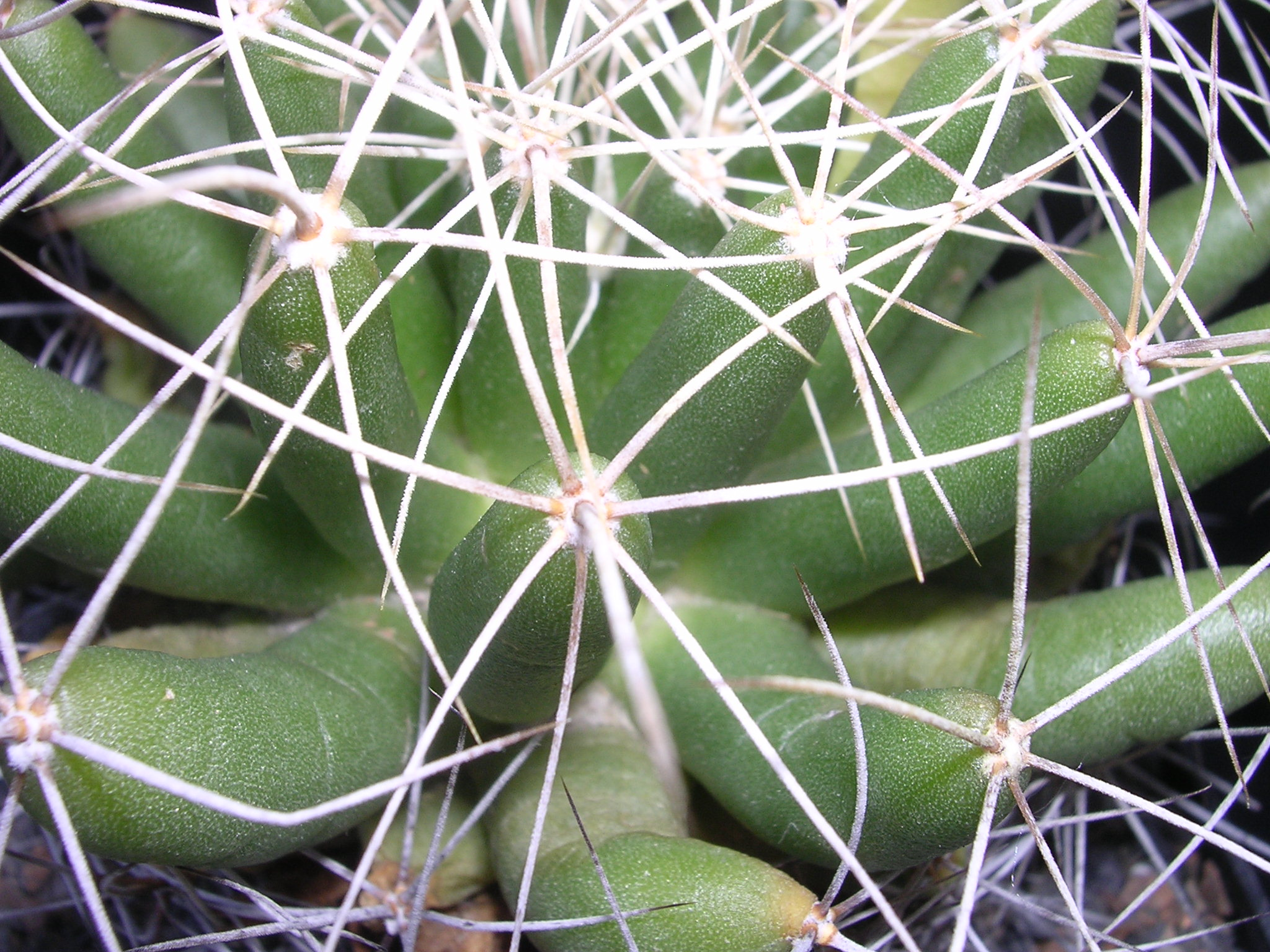
Mammillaria longimamma má ze všech druhů největší mamily.

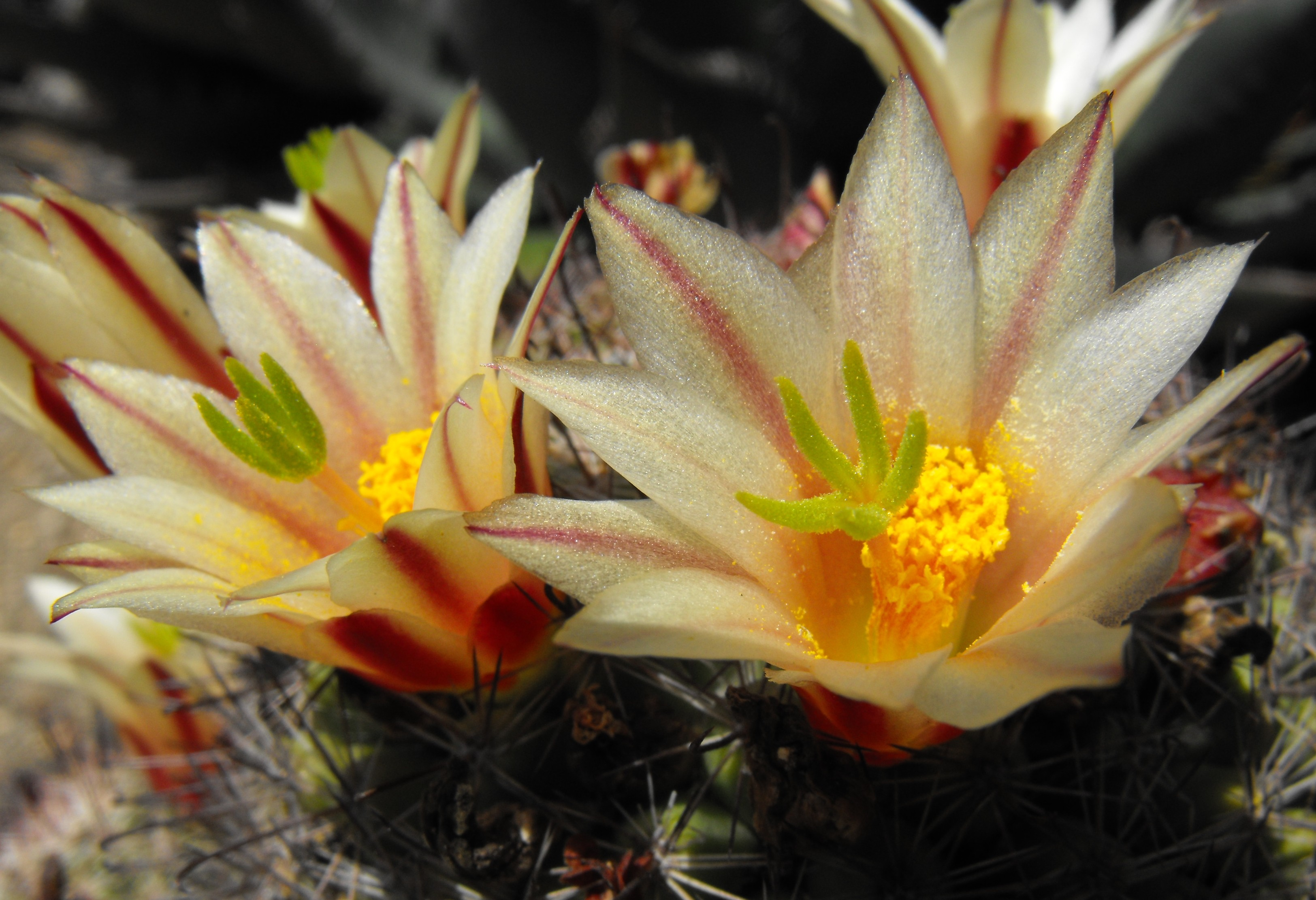
Detail květu Mammillaria dioica K. Brandeg. Někdy jsou květy tohoto druhu jednopohlavní.

### Stonek
Rostou jednotlivě nebo odnožují až tvoří nízké trsy. Stonek je buď kulovitý, protáhlý až ve stáří, nebo již od mládí válcovitý. Běžný průměr jednotlivých stonků kulovitých druhů je 2 až 15 cm (bez trnů) a výška u válcovitých okolo 30 cm, několik druhů dosahuje 60 cm výšky. Větší rozměry jsou vzácné, průměr 25 až 30 cm dosahují M. grusonii a M. winterae. Nejmenší druhy mohou kvést již při velikosti 1 cm. Mnoho druhů v dolní části stonku odnožuje nebo roste trsovitě. Trsy mohou mít až 1 m v průměru. Známá M. gracilis tvoří odnože i v horní části stonku. Zajímavé je dichotomické dělení, kdy se postupně růstový vrchol stranově protáhne a rozdělí na dva, až vzniknou dvě nové hlavy stonku, např. u M. parkinsonii, M. perbella, M. celsiana, M. karwinskiana. Některé druhy mají pletiva, epidermis a cévní svazky velmi měkké, označují se jako měkkomasé. Tělní šťáva některých druhů na vzduchu dostává mléčné zbarvení (tvoří latex) a tuhne v žlutavou hmotu. U sekce Galactochylus (nově Mammillaria) se tak chová šťáva z celého stonku, zatímco u sekce Subhydrochylus nepravidelně hlavně šťáva z cévních svazků. Sekce Hydrochylus latex netvoří. Stonky jsou většinou zelené, výraznější pigmentace bývá jen u druhů s řídkým otrněním.
Povrch těla je členěn do kuželovitých výstupků, bradavek, počeštěně z latinského názvu mamil. Jsou od sebe zcela oddělené (tím se liší od žeber rozpadlých do hrbolů např. u rebucií) a jsou uspořádány do spirály. Mohou být krátce kuželovité, kónické, značně protáhlé, prohnuté či kyjovité, širší na konci. Nejmenší mají jen několik mm (skupina M. crucigera), nejširší až 2 cm a nejdelší až 5 cm (M. longimamma). Nejmenší tvoří jen malou část objemu stonku na povrchu, naopak u podrodu Dolichothele dlouhé mamily tvoří většinu stonku. Na vrcholu každé mamily se nachází vegetační bod zvaný areola. U mamilárií došlo k jejímu rozdělení na část nesoucí trny na vrcholu mamil a generativní část nazývanou axila, která se přesunula k bázi mamily. Oddělení areoly a axily je dokonalé na rozdíl od ostatních rodů z mammilloidní vývojové větve (rody Coryphantha, Escobaria, Pelecyphora, Neolloydia a Ortegocactus), u kterých může být areola a axila ještě spojena zřetelnou brázdou s vlnou. Areola nese trny, případně chlupy a vlnu, axila bývá holá nebo se zde tvoří vlna a někdy štětiny. Z axil se vyvíjí květy a později plody, ze starých axil na bázi vyrůstají odnože.

### Trny
jsou velmi různorodé a mnohdy velmi ozdobné. Na jedné rostlině mohou být až tři druhy trnů, okrajové, které bývají početnější, slabší, světlé a výrazné barevné středové trny, z nichž jeden může být ještě silnějí a výraznější nebo háčkovitý. Střední trny mohou být různě zbarveny na špičce, ve středu a u báze a mohou tak mít tři různé barvy v délce. Trny mohou být velmi silné, tvrdé ale řídké, často doplněné hustou vatou. Nebo mohou být slabé, ale početné a rostlinu značně halící. Trny mohou být přeměněné ve vlasy a rostlinu zahalovat do chlupaté koule, např. u oblíbené M. bocasana. Několik druhů, např. M. herrerae, M. humboldtii, M. lasiacantha, M. magallanii, M. solisoides, M. stella-de-tacubaya má trny velmi početné, přitisklé, bělostné, zcela rostlinu obalují a vytvářejí vzhled bílé koule. Unikátní trny má “labutěnka“ M. plumosa. Jsou mnohonásobě zpeřené a připomínají bělostné ptačí peří. Mírně zpeřené trny mají i další druhy, např. M. schiedeana, M. pennispinosa. Trny může ještě doplňovat hustá vata a štětiny. Husté otrnění, vlna, vata umožňuje rostlinám na exponovaných stanovištích vytvořit příznivější chladnější mikroklima kolem stonku.

### Květy
Z axil pak v době květu vyrůstají jednoduché souměrné květy s velkým počtem tyčinek. Květy rostou v kruzích. Barva a tvar květu se je velmi různá: bílá, smetanová, růžová, červená nebo purpurová. Několik druhů kvete i žlutě.

### Plody

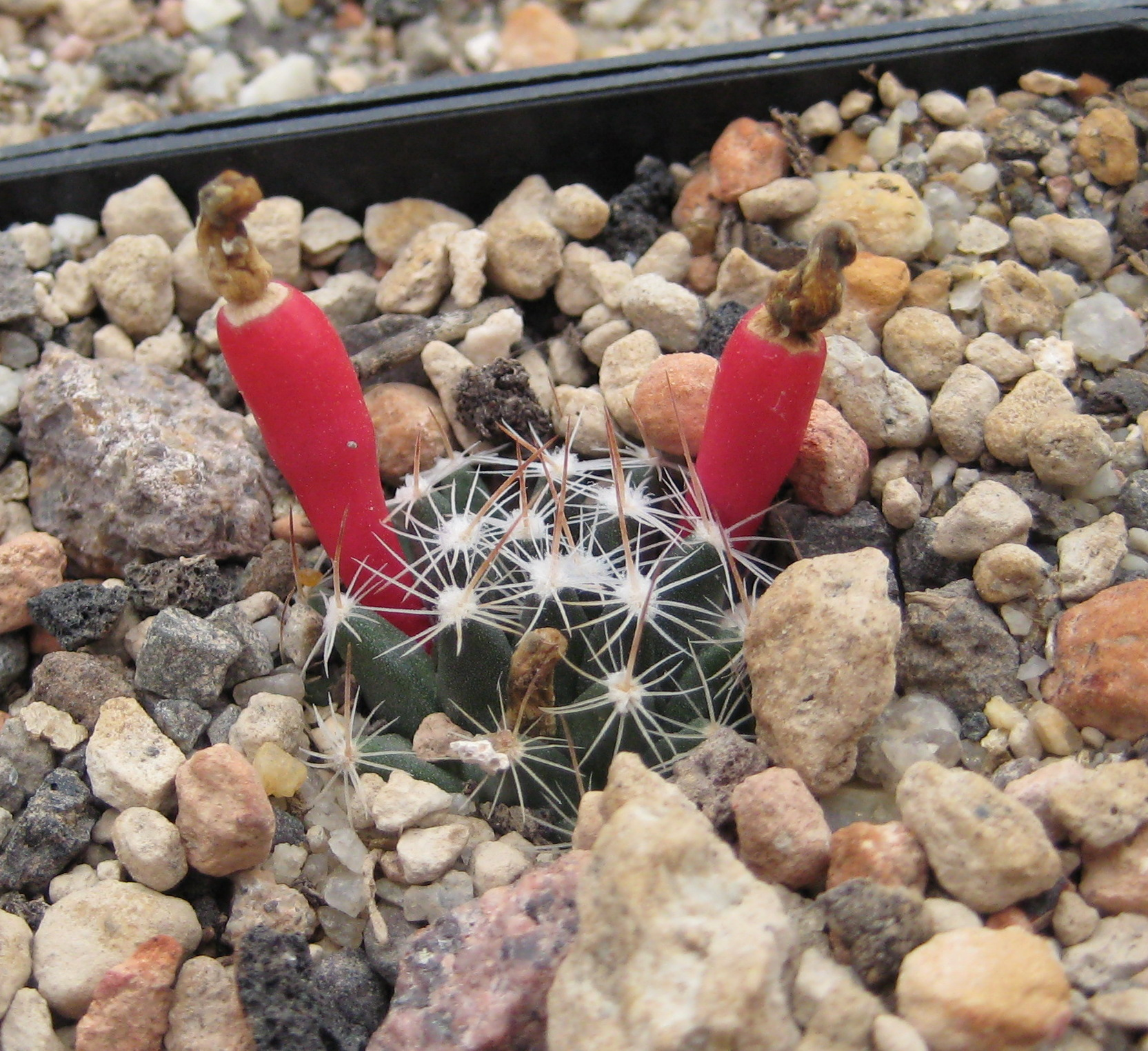
Plody druhu M. coahuilensis (Boed.) Moran vyrůstající z úžlabí bradavek

Plody se tvoří a dozrávají zanořené ve stonku. Po dosažení zralosti, případně po období klidu na začátku další růstové sezony jsou vytlačeny na povrch. Až druhým rokem jsou vytlačeny plody M. bombycina. Plody jsou podlouhlé, válcovité, kyjovité, málokdy oválné, někdy drobné, jindy relativně značně velké. Nejdelší plody má M. bocasana, až 4 cm dlouhé, tenké, fialové. Plody jsou holé, bez chlupů a šupin. Na vrcholu zůstává zbytek květu. Mají silnější masitou stěnu, někdy vysychavou, uvnitř dutinu se šťávou a semeny. Plody většiny druhů jsou zbarveny červenými barvivy anthokyany červeně, oranžově, fialově, narůžověle. Jen u mála druhů zůstávají zelené bez červených odstínů, většinou u druhů z podrodu Dolichothele. Zelené plody mají M. baumii, M. brachytrichion, M. carmenae, M. carretii, M. decipiens, M. melaleuca, M. heidiae, M. longiflora, M. surculosa, zelenobílé M. backebergiana a M. vetula, zelenožluté M. solisioides a plody žluté má M. longimamma. Počet semen v plodu se různí podle druhů, od deseti až po několik set drobných semen. Plody mnoha druhů jsou jedlé.

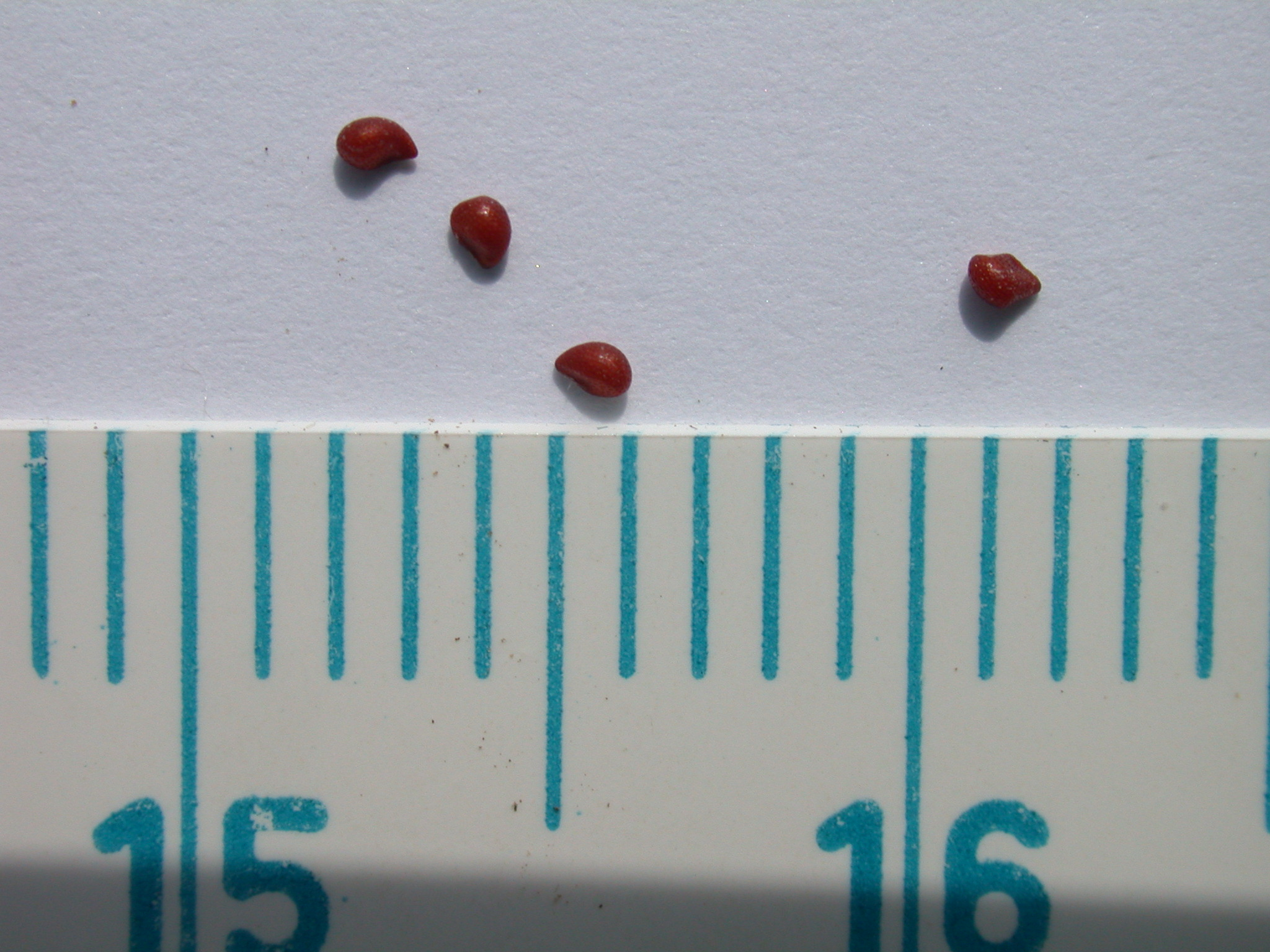
Semena druhu M. matudae Bravo dosahují délky 1 mm

Několik druhů mamilárií, M. deherdtiana ( včetně subsp. dodsonii), M. luethyi, M. napina, M. saboe (subsp. goldii, haudeana), M. sanchez-mejoradae, M. tepexicensis a M. theresae zralé plody nevytlačují ze stonku. Semena se uvolňují až po odumření okolních mamil na bázi stonku nebo po uhynutí rostliny. Např. M. deherdtiana roste na malých holých vrcholových paloucích na pahorcích z denudovaných vápenců, okolí je porostlé dubovým lesem. Zde již růst nemůže. Zadržování semen je adaptací na prostorové omezení lokality, kdy šíření semen do okolí nemá smysl a nová generace může růst až po úhynu rodičovské.
Jev, kdy plody zůstávají ukryty ve stonku rostliny se nazývá kryptokarpie.
Jev, kdy jsou semena uvolněna až po úhynu polykarpické mateřské rostliny se nazývá serotinie.

## Život v extrémních podmínkách
Jedná se o CAM rostliny, které mají přes den průduchy zavřené, což jim umožňuje bránit ztrátám vody výparem. V noci se průduchy otevírají a mamilárie (podobně jako ostatní sukulenty) přijímají oxid uhličitý. Ten je vázán do sloučeniny malátu, který je v průběhu dne štěpen v Calvinově cyklu na pyruvát. Tyto cykly jsou součástí fotosyntézy a umožňují rostlině výrobu energie. CAM je anglická zkratka pro Crassulacean Acid Metabolism, tedy „metabolismus kyselin tlusticovitých (Crassulaceae) rostlin“, u kterých byl tento cyklus pozorován poprvé. CAM cyklus je obměnou Hatch-Slackova cyklu u tzv. C4 rostlin.
Mimo CAM cyklus chrání před horkem a velkým výparem i tlustá pokožka a pletiva nasáklá vodou. Také členitost jejich povrchu, včetně trnů a vlny, umožňuje mamiláriím vytvářet odlišné mikroklima v těsné blízkosti jejich povrchu. Jsou díky tomu schopné přežít vysoké teploty běžné na stanovištích, kde se vyskytují. Jak bylo zjištěno z pozorování některých mamilárií (např. M. pectinifera, M. napina, M. hernandezii, M. crucigera, M. dixanthocentron M. supertexta) v údolí Tehuacán v Mexiku, teplota půdy v místech, kde tyto rostliny rostou, dosahuje až 52 °C. Také bylo zjištěno, že rostliny rostoucí vertikálně ve skalách jsou proti takto vysokým teplotám chráněny a teplota okolní půdy bývá v průměru o 14 °C nižší.

## Systematika

### Původ jména

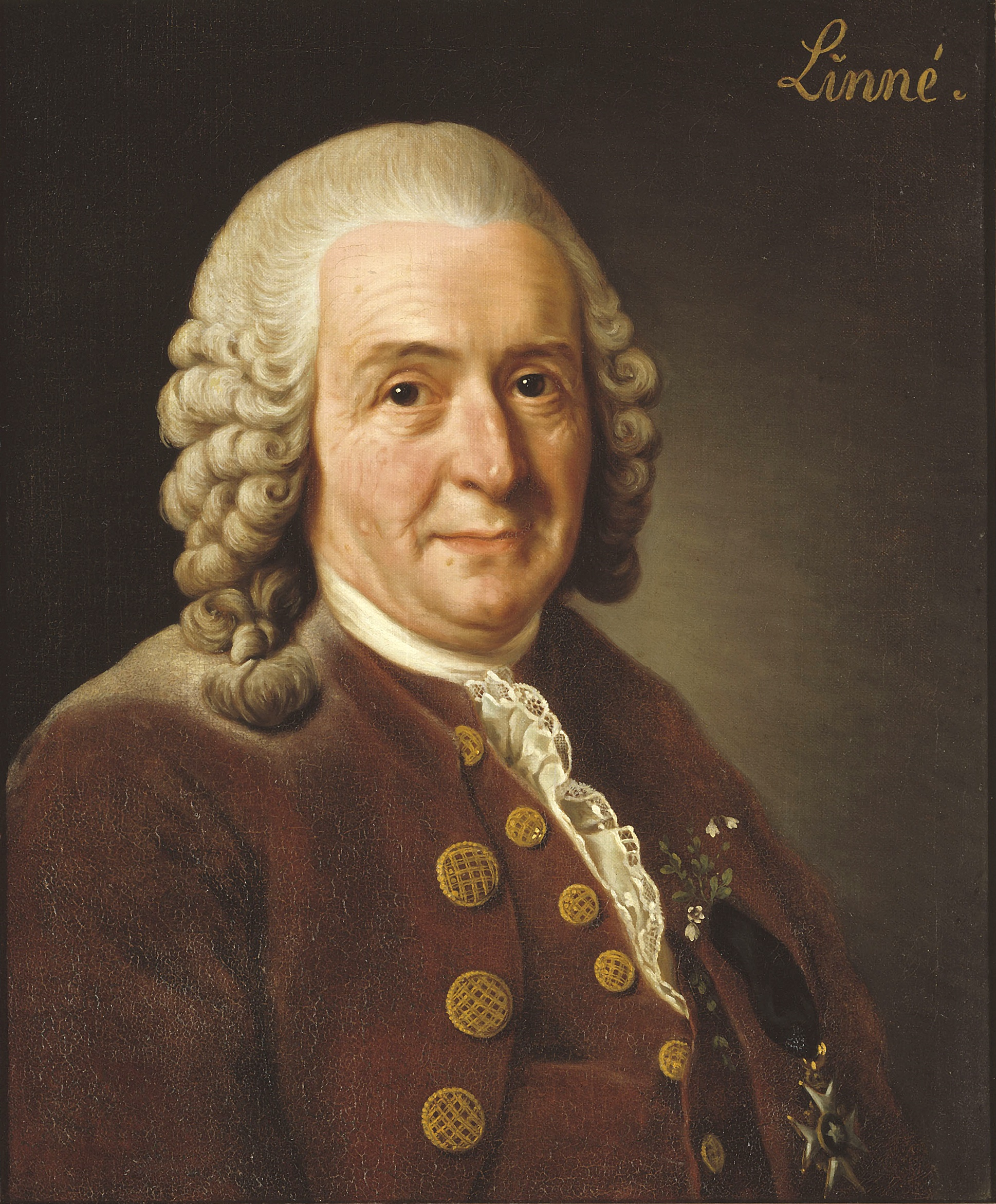
Carl Linné pojmenoval druh Cactus mammilaris, který dal později vzniknout Haworthovu typovému druhu Mammilaria simplex

Název rodu Mammillaria je latinského původu. „Mamilla“ totiž značí bradavku, což souvisí s charakteristickými výrůstky na povrchu mamilárií. Z těchto bradavek pak u takových druhů vyrůstají vlasy a trny. V češtině se běžně používá jméno mamilárie. Starší český název tohoto rodu je cecuň.
Latinské rodové označení Mammillaria zavedl v roce 1812 anglický botanik Adrian Hardy Haworth (1767–1833) ve své knize Synopsis plantarum succulentarum s použitím typového jedince Mammillaria simplex Haw., který vznikl vyčleněním Cactus mammillaris (L., 1753) do samostatného rodu. Cactus mammillaris je starší název, který použil Carl Linné v roce 1753 jako typový druh pro rod Cactus ve své knize Species Plantarum. S označením „mammillaris“ (tedy bradavčitý) tak nepřichází při svém popisu druhu Haworth, ale použil ho již Carl Linné v roce 1753. Linnéův taxon C. mammillaris je starší než Hawortův M. simplex, a tak mu někteří autoři dávají přednost a Haworthův taxon je v tom případě označován jako mladší synonymum.
Aby problémům nebyl konec, rodové jméno Mammillaria bylo v roce 1809 (tedy o tři roky dříve než Haworthem) použito k označení zcela odlišného rodu. Anglický botanik John Stackhouse jím totiž označil rod řas dnes známý jako Gigartina. Aby neexistovala dvě rodová jména s označením Mammillaria, pro kaktusy a řasy, označení Mammillaria pro řasy se přestalo používat a bylo nahrazeno rodovým jménem Gigartina.
To bylo pak i stvrzeno v roce 1930 na mezinárodním botanickém kongresu. Ještě předtím se v roce 1923 botanici Nathaniel Lord Britton a Joseph Nelson Rose pokusili zavést nové označení pro tento rod kaktusů, tak aby je odlišily od řas – Neomammillaria. To je dnes považováno za homonymum. V roce 2000 bylo jméno Mammillaria pro rod kaktusů právoplatně zapsáno do Mezinárodního kódu botanické nomenklatury, jako chráněné pro rod Cactus.
V průběhu více než 160 let, které následovaly po popisu první mamilárie, došlo k podstatnému překlasifikovávání tohoto rodu. Botanici byli odkázáni hlavně na popisy dostupných zástupců. První snahy spadají do roku 1837, kdy německý botanik Ludwig Pfeiffer rozdělil rod Mammillaria na 2 skupiny na základě vzhledu trnů.

### Současná klasifikace
Postupně následují studie dalších botaniků a nadšenců do kaktusů až po druhou polovinu 20. století, kdy přichází se svojí klasifikací anglický botanik David Richard Hunt. Ten rozdělil rod Mammillaria na 6 podrodů, 3 sekce a 14 sérií. Objevují se i další pokusy o systém. Zajímavá je např. Buxbaumova teorie vývojového stupně Mammillaria z roku 1951. Klasifikace Huntova popisuje 6 podrodů (Mammilloydia, Oehmea, Dolichothele, Cochmiea, Mamillopsis a Mammillaria) přičemž podrod Mammillaria dále dělí na tři sekce: Hydrochylus, Subhydrochylus a Mammillaria a ty na série. Sekce Hydrochylus je rozdělena do 8 sérií, jmenovitě Longiflorae, Ancistracanthae, Stylothelae, Proliferae, Lasiacanthae, Sphacelatae, Leptocladodae a Decipeintes. Sekce Subhydrochylus pak do 3 sérií: Heterochlorae, Polyacanthae a Supertextae; sekce Mammillaria pak také do 3: Leucocephalae, Mammillaria a Polyedrae.

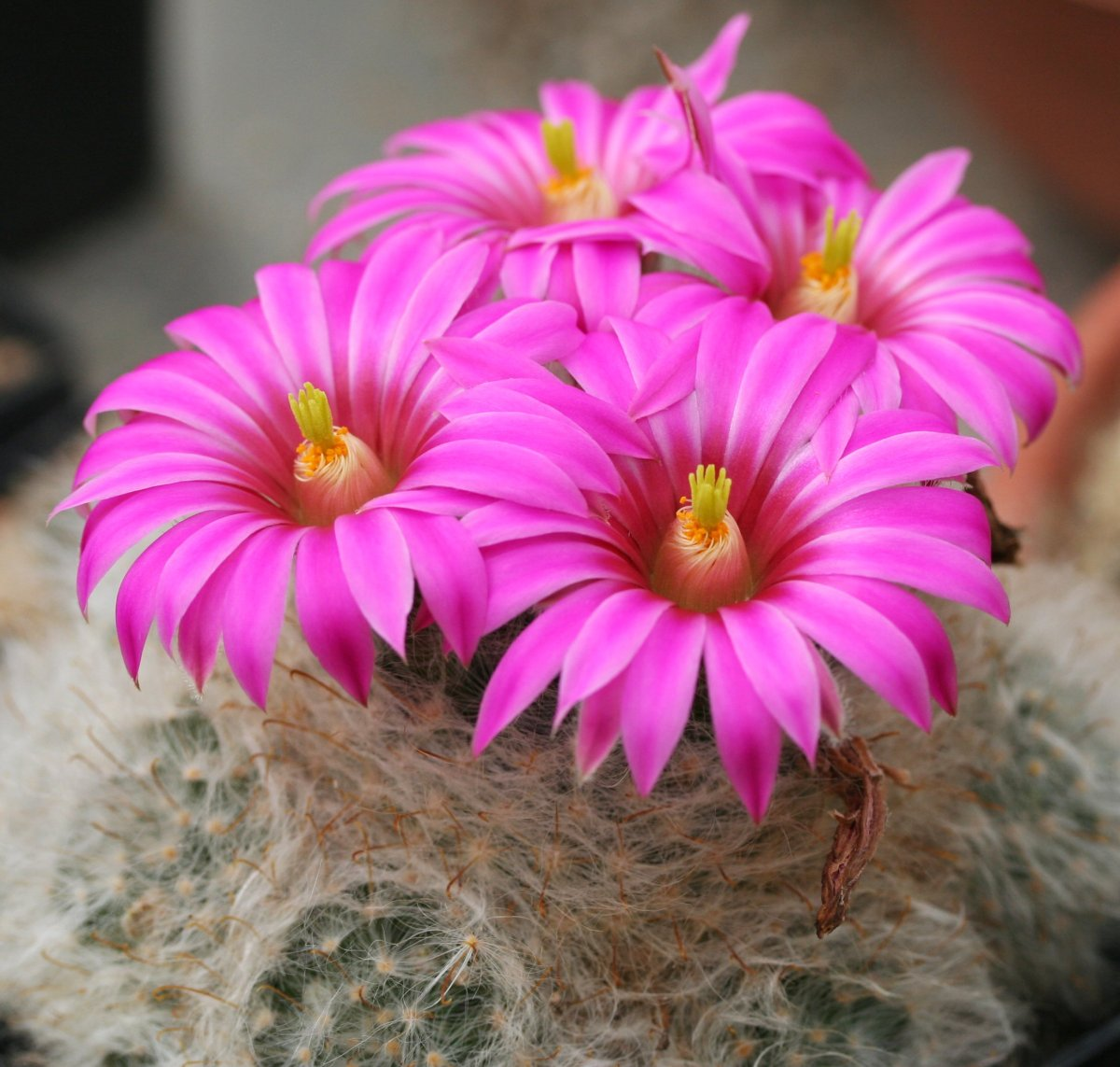
M. guelzowiana – květy

Důležitý zvrat pak přináší taktéž, dnes uznávaná klasifikace J. M. Lüthyho. Ten používá detailní morfologický popis, včetně biochemických a stanovištních dat. V letech 1995 a 2001 vypracovává klasifikaci, ve které rozlišuje 5 podrodů (Oehmea, Dolichothele, Cochemiea, Phellosperma a Mammillaria) 6 sekcí a 22 sérií. Podrod Cochemiea dělí na série Ancistracanthae, Barchella a Cochemiea; podrod Phellosperma je rozdělen na sekce Archiebnerella (se sériemi Phellosperma a Zephyranthoides), Kraninzia (se sériemi Herrerae, Longiflorae a Pectiniferae) a sekci Mammillopsis. Poslední podrod Mammillaria je pak rozdělen do tří sekcí. Sekce Cylindricothelae se dělí na série Bombycinae, Stylothelae, Proliferae, Lasiacanthae a Sphaclatae. Sekce Conoidothelae pak na série Leptocladodae, Decipeintes, Heterochlorae, Rhodanthae, Polyacanthae a Supertextae. Poslední sekce Mammillaria je pak tvořena 3 sériemi: Leucocephalae, Mammillaria a Polyedrae.
Tyto dvě poslední klasifikace, tedy Lüthyho a Hunta, se pak běžně používají při klasifikacích zástupců rodu Mammillaria a běžně slouží jako výchozí body pro další fylogenetické studie. Poslední etapou zkoumání taxonomie mamilárií a příbuzných taxonů je pak rozvoj metod porovnávání struktury DNA. Zatím poslední studii v tomto oboru provedli Butterworth a Wallace (2004), kteří zkoumali sekvence chloroplastové DNA u 113 zástupců rodu Mammillaria a 12 jiných druhů kaktusů z rodů Ortegocactus, Pelecyphora, Neolloydia, Escobaria, Coryphantha, Ferocactus a Stenocactus. Výsledky ukázaly míru příbuzenských vztahů jednotlivých druhů a podruhů, včetně těch, které nejsou v současnosti řazeny do rodu Mammillaria. Vzhledem k běžnému použití několika klasifikací najednou není přesný počet mamilárií znám.

## Výskyt

### Areál výskytu
Centrem výskytu je Mexiko a jižní část USA. Menším počtem druhů areál pokračuje na ostrovy karibské oblasti a několika málo druhy, M. colombiana, M. mammillaris, M. nivosa, zasahuje až do Jižní Ameriky na pobřeží Kolumbie a Venezuely. Mamilárie osídlily velmi různorodé biotopy, od pobřežních útesů až do výšek nad 3000 m n. m. (M. deherdtiana subsp. dodsonii). Rostou na otevřených skalních výhonech, v puklinách skalních stěn, v nánosech rozpadavých hornin, více však v zákrytu křovin nebo větších kaktusů, v řídkých suchých borových a dubo-borových lesích, nebo i v mechových porostech. Obývají jak zásadité rozpadlé vápencové sutě, tak kyselé humózní půdy a lesní hrabanku. Větší část druhů má poměrně malý areál výskytu nebo několik málo izolovaných nalezišť a lze je označit za endemity. Menšina druhů (např. M. compresa, M. mystax, M. parkinsonii) má rozsáhlou oblast výskytu, kde různě varírují, tvoří různé formy (např. M. prolifera) nebo polyklonální mikrodruhy (např. M. celsiana). Rozsáhlou oblast výskytu mají druhy rostoucí na ostrovech karibské oblasti (např. M. colombiana roste od Mexika přes Honduras, Guatemalu, Jamajku až po Kolumbii a Venezuelu).

### Příklady výskytu
Mamilárie osídlily nejrůznější stanoviště. Rostliny rostou na teplých a slunných stanovištích v propustných až písčitých půdách, jiné v humózních (M. boodii) či vertikálně ve vápencových skalách (M. crucigera). Častý je i výskyt na plochých vápencových kopcích (M. napina, M. candida, M. pectinifera,) Některé samostatně, jiné ve společnosti jiných rostlin (M. carnea, M. gaumeri) či v lese (M. carmenae, M. dealbata, M. nejapensis). Některé ve vysokých horách (M. dodsonii, M. deherdtiana, M. glasii), jiné na pobřeží (M. gaumeri). Řada druhů je v přírodě těžko odhalitelná, protože roste zahloubená v zemi pod příkrovem trav, mechů a spadaného listí či jehličí (M. solisioides, M. napina, M. hernandezii).
Například u druhu Mammillaria pectinifera bylo zjištěno, že preferuje otevřená stanoviště s nižší přítomností ostatních rostlin, Cnidoscolus tehuacanenesis, Gomphrena decumbens a Cassia pringlei byly rostliny nalezené pouze v parcelkách s M. pectinifera. Dále se zjistilo, že tato mamilárie preferuje hlubší půdy s nižším procentem povrchové kamenitosti. Důležitým faktorem je pak půdní vlhkost a pH. V tomto případě rostlo více mamilárií v parcelkách, kde dosahovala půdní vlhkost 11 % a reakce půdního roztoku 7,1. Zde je však třeba uvést, že procento nasycení půdy vodou nevypovídá nic o dostupnosti vody pro rostlinu, pouze o stanovišti. Dostupnost vody pro rostlinu určují hlavně vlastnosti půdy – vyšší podtlak znamená méně vody pro rostlinu. Jílovitá půda se potom jeví rostlině z aridních půd jako suchá a písčitá, tedy propustná půda, jí nabízí více dostupné vody.
Jiným případem je Mammillaria nejapensis, která roste v opadavých lesích jižního Mexika, kde se k ní dostává slunce pouze od listopadu do května, kdy je les bez listů. V humusových naplaveninách ve státě Tamaulipas roste M. meiacantha, značné proměnlivosti dosahuje M. dealbata. Někteří zástupci druhu M. delbata se vyskytují v suchých a horkých údolích, jiní vystupují do hor, kde rostou v lesích s borovicí a dubem.

## Užití
Etnobotanické studie z počátku minulého století ukázaly, že M. grahamii Engelm. byla mezi Apači Chiricahua a Mescalero používána jako potrava a léčivka. Plody se jedly čerstvé, sušené nebo vařené. Dužninu plodů konzumovaly hlavně děti jako přesnídávku, vařená rostlina se pak přidávala na bolavé a hnisající uši. Některé druhy byly také podrobeny fytochemickým analýzám. Nalezené látky ukazují na možnost použití výtažků ve medicíně. Například u rodu M. heyderi Muehlenpf. byly nalezeny látky působící proti bolesti uší a hlavy, hluchotě, navozující vidiny, či způsobující dlouhověkost.

## Ochrana

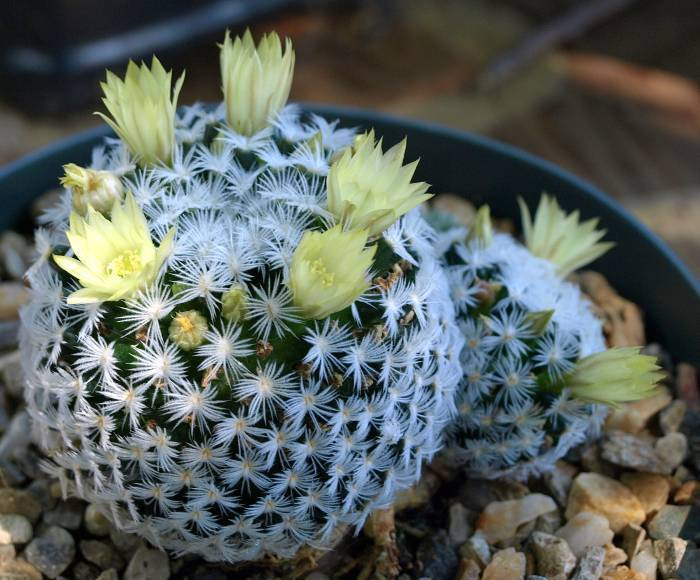
Sběrateli pěstovaná M. duwei, je zařazena do kategorie ohrožené na mezinárodním červeném listu IUCN. V současnosti je známo už pouze 1 stanoviště jejího výskytu, které je ohroženo nelegálním sběrem a zpracováním půdy.

Vzhledem k tomu, že jsou mamilárie pěstovány jako okrasné rostliny, stávají se tak cenným sběratelským artiklem. To v poslední době vede ke snižování jejich počtu ve volné přírodě, ale také ničení přirozených stanovišť, kde se tyto druhy vyskytují. Zavala-Hurtado et al. (2003) například uvádí, že M. pectinifera byla od 80. let 19. století intenzivně sbírána na přirozených stanovištích a v současné době jsou tak známé pouze 3 populace tohoto druhu s celkovým počtem asi 200 jedinců. Mnohé druhy se vyskytují v tak malých populacích, že se často stává, že jsou buď nalezeny a popsány později než v ostatních případech, nebo jsou popsány a pak na několik let ztraceny, než dojde k objevení nových přirozených stanovišť. To byl například případ druhu M. carmenae, která byla poprvé popsána v padesátých letech 20. století, ale znovu objevena na přirozeném stanovišti až v roce 1976. Mezi vlivy, které snižují počet mamilárií ve volné přírodě, je vyjma sběru uváděno hlavně ničení přirozených stanovišť. K tomu dochází hlavně v důsledku orby polí, pastvy dobytka a stavby silnic. Přesné studie na rozšíření mamilárií však stále chybí, a tak není možné určit, jestli ten či onen druh se vyskytuje v malém počtu z přirozeného důvodu (bioticky/abiotický vliv), či je toto rozšíření ovlivněno člověkem (antropický vliv). Z přirozených důvodů působících na malé rozšíření druhu jsou pak uváděny specifické požadavky na prostředí, které se vyskytuje jen na malém území či malá schopnost šířit semena, která je některým druhům vlastní.
Vzhledem k malému počtu některých mamilárií na přirozených stanovištích jsou tyto druhy v různých zemích chráněny jak ze zákona zařazením do červených seznamů, tak je jejich obchod na mezinárodním poli omezován prostřednictvím úmluvy CITES (Convention on International Trade in Endangered Species of Wild Fauna and Flora česky Úmluva o mezinárodním obchodu s ohroženými druhy volně žijících živočichů a rostlin). Některé druhy se dostávají do červených seznamů i v důsledku důležitosti v historii a kultuře daného území, tak jak je tomu například v Mexiku.
V současné době (2009) se na červeném seznamu IUCN nachází 25 druhů mamilárií, mezi něž patří například Mammillaria albicoma, M. herrerae či M. luethyi. Z tohoto počtu je 9 druhů „kriticky ohrožených“ (Critically Endangered – CR), 6 druhů „ohrožených“ (Endangered – EN), 7 druhů „mírně ohrožených“ (Vulnerable – VU), Mammillaria glochidiata a M. guillauminiana jsou uváděny jako „v přírodě vyhynulé“ (Extinct in the Wild – EW). Na mexickém červeném seznamu NORMA Oficial Mexicana NOM-059-ECOL-2001 je pak asi 118 druhů a poddruhů mamilárií zařazených do kategorií „kriticky ohrožený“ (En peligro de extinción – P), „ohrožený“ (Amenazadas – A) a „pod zvláštní ochranou“ (Sujetas a protección especial – Pr). Právě do kategorie pod zvláštní ochranou jsou řazeny druhy a poddruhy, který mají výrazný význam v historii či kulturách Mexika. Mexický červený seznam má jednodušší způsob řazení rostlin do červeného seznamu a tak obsahuje více jednotek, nežli červený seznam IUCN. Podobná situace je i v jiných zemích, které mají své červené seznamy ohrožených druhů rostlin.
Co se týče úmluvy CITES, je většina mamilárií chráněna proti obchodování. V případě potřeby mamilárií za účelem obchodování na mezinárodních trzích je tak třeba vždy zjistit jaký status má v daných zemích ten či onen druh, prostřednictvím webu CITES.

## Pěstování

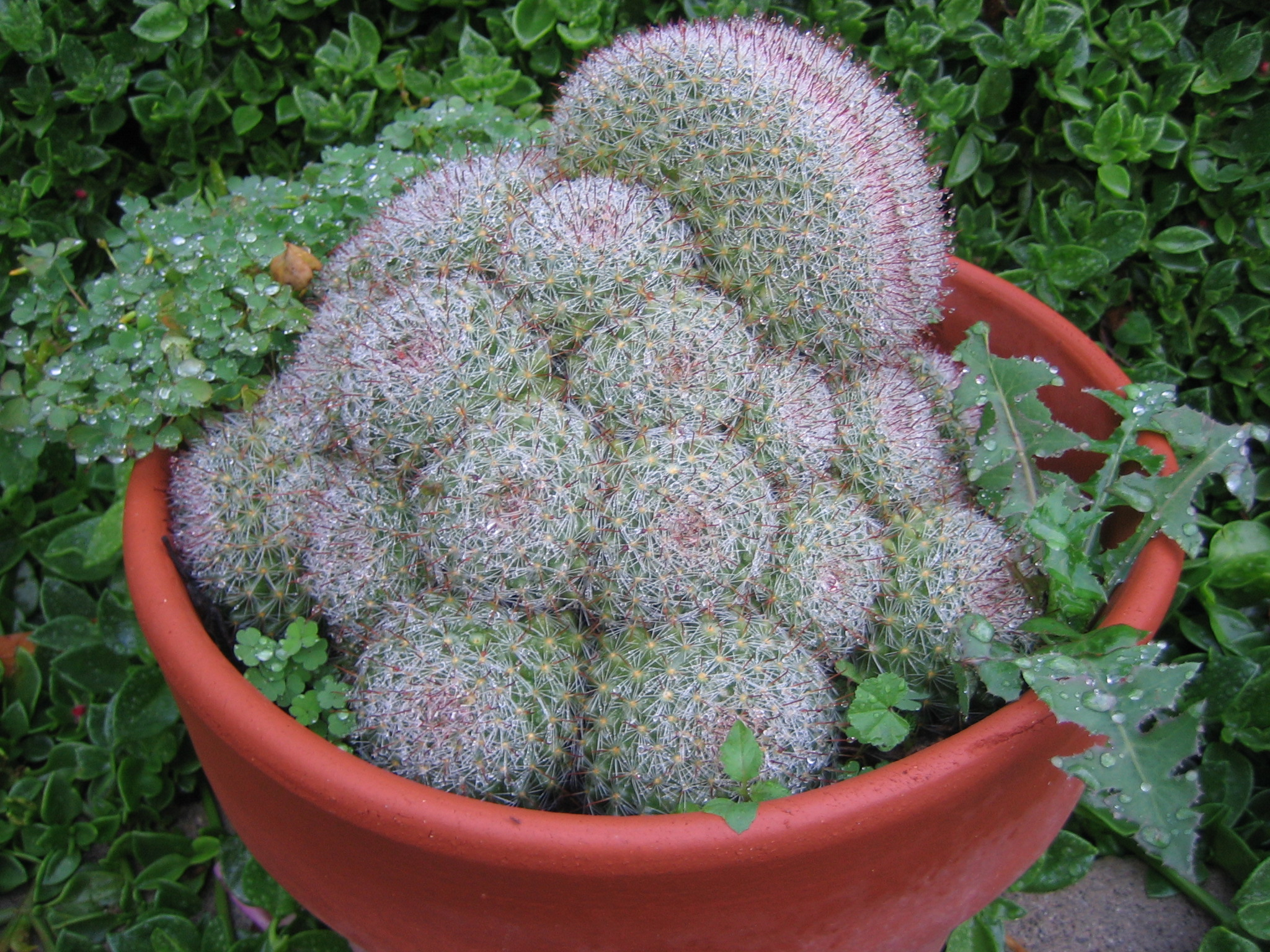
Neznámý druh mamilárie v květináči

Správné podmínky pěstování mamilárií vychází jednak z pěstitelské zkušenosti a podmínek, jakých jsou běžní pěstitelé bez drahého vybavení schopni dosáhnout, ale také ze stanovištních podmínek jednotlivých druhů ve své domovině. Například při pěstování mamilárií v ČR je nutné nějakým způsobem rostliny udržovat v době nepříznivých světelných, ale i teplotních podmínek – v období zimy. Obecně se doporučuje jako u jiných kaktusů udržovat rostliny v klidovém stavu při teplotách do 10 °C na světle a bez zálivky. Za nejnižší možnou teplotu u ochmýřených mamilárií je pak považováno 5 °C.
Se zvyšováním intenzity světla v mírném pásu, tedy na jaře je možné postupně začít kaktusy zalévat. Období růstu těchto rostlin je soustředěno na jaro, léto a počátek podzimu. Doporučuje se zálivku postupně zvyšovat. Ta by měla vrcholit v průběhu léta a pak být postupně snižována. Stejně tak se u ochmýřených mamilárií doporučuje v období léta mírné rosení. Přihnojování pak také patří doprostřed léta. Obecně se doporučuje pěstovat kaktusy u okna či ve sklenících, kde je dostatek světla. Teploty by měly být v sezóně v rozsahu 25–35 °C, konkrétní teploty však závisí na teplotách a podmínkách v jakých ten či onen druh roste na přirozeném stanovišti. Půdy by měly být propustné, tvořené kombinací zeminy, listovky a písku spíše kyselé, i když studie dokazují, že některé mamilárie z vápencových skal Údolí Tehuacan vyžadují půdy neutrální až zásadité. U druhů tvořících populace pak je potřeba širší květináč, aby byla umožněna tvorba odnoží.

### Přesazování
Mladší mamilárie se přesazují jednou ročně vždy na jaře, starší pak jednou za dva roky. Kořeny je možno zkrátit až o třetinu a nechat zahojit. Poté se začíná zalévat až po několika dnech od zasazení rostlin do nového substrátu – výrazně se začíná zalévat až po prvních projevech růstu, u některých rostlin, zejména u ročních semenáčků, se provádí otužovaní vysazením zálivky až do období zcvrkávání rostlin a následné pokračování v zálivce.

### Hnojení
Mamilárie se často uvádí jako velmi nenáročné kaktusy. Pokud jsou přesazovány pravidelně každý rok do nového substrátu není třeba tak časté hnojení. Při použití hnojiv se sledují cíle dobře vypadajících rostlin, či se používají rostlinné regulátory pro podporu odnožování či kvetení rostlin. Hnojiva a rostlinné regulátory se podávají v zálivce podle návodu a také podle reakce rostlin na použitá hnojiva a jejich výši. Vše je nutno kontrolovat, aby nedošlo k přehnojení a oslabení rostliny.

### Množení

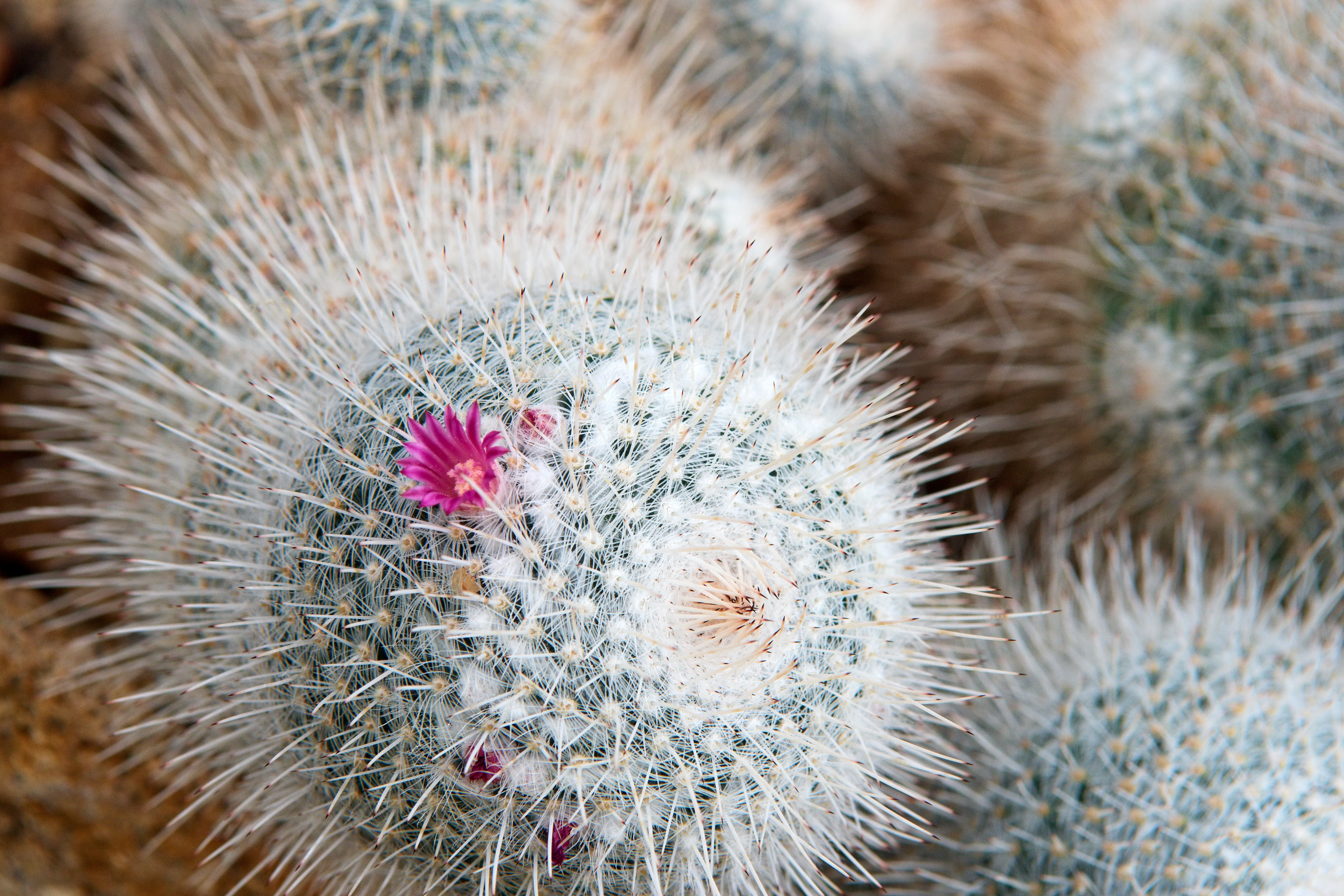
Mammilaria hahniana v květu.

Mamilárie stejně jako ostatní kaktusy je možno rozmnožovat generativně, tedy semeny či vegetativně tedy řízky nebo odnožemi. Generativní rozmnožování je velmi časté u pěstitelů, protože dává nové genotypy. Možné je také cílené sprašování různých druhů za účelem vzniku nových genotypů. Pro zajištění úrody plodů a semen je často nutné, v umělých podmínkách opylovat štětečkem, protože neexistují přirozené mechanismy opylení. Výhodou množení semeny je také možnost tato semena uchovávat několik let a šířit tak druhy mezi pěstiteli. Opět záleží na druhu a tedy na počtu let, po které jsou tato semena viabilní. Na základě zkoumání jevu zvanému v angličtině serotiny (česky uchovávání semene rostlinou), bylo zjištěno, že semena druhů Mammillaria hernandezii, M. napina a M. solisioides měly ještě po 8 letech 70% klíčivost. Semena se uchovávají v dormantním stavu v chladu, suchu a temnu a vysévají v mírném pásmu umělých podmínek na počátku jara – tedy na počátku vegetativního období. Faktu, že semena v chladu, suchu a temnu nebudou klíčit, napomáhají i četné vědecké studie (např. Cervera, J. Carlos et al. (2006), Flores, J.; Jurado, E. a Arredondo, A. (2006)). Obecně před klíčením se doporučuje semena dezinfikovat a následně klíčit při teplotě půdy 20–25 °C.
V případě vegetativního rozmnožování se používají odnože (u odnožujících mamilárií) či řízky (u mamilárií rostoucích jednotlivě).

### Choroby a škůdci
Mamiláriím v kultuře mohou škodit houby, ale i živočichové. Přesné choroby nebyly zatím přesně definovány. Mezi nejdůležitější choroby a škůdce patří sviluška, červec, puklice či hniloba.

### Rozmnožováníin vitro

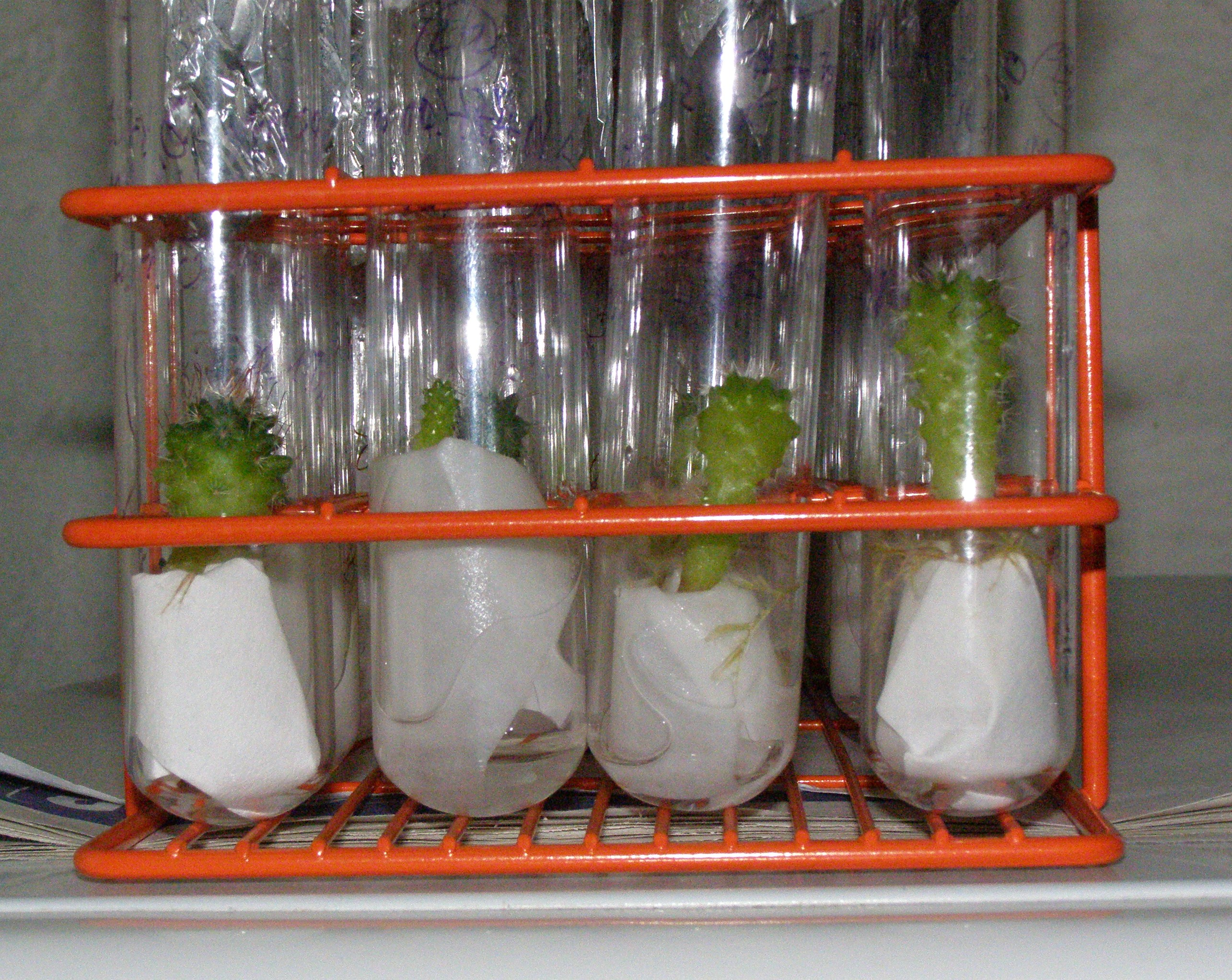
Různé druhy mamilárií při laboratorních testech umístěné na filtračním papíru v tekutém MS médiu

Rozmnožování a pěstování in vitro se používá nejčastěji v laboratorních podmínkách při výzkumu. Používají se buďto agarové plotny bohaté na živiny a růstové regulátory, je možno použít i tekutá média (viz obrázek).